# Martin Balepa
 (juin 2016).
Si vous disposez d'ouvrages ou d'articles de référence ou si vous connaissez des sites web de qualité traitant du thème abordé ici, merci de compléter l'article en donnant les références utiles à sa vérifiabilité et en les liant à la section « Notes et références ».
Martin Balepa est un statisticien camerounais du secteur public.
Il a consacré l'essentiel de sa vie professionnelle à la statistique publique africaine et à son développement, d'abord dans son pays, à la Direction de la Statistique et de la Comptabilité Nationale (DSCN), qu'il quitte en 1985 alors qu'il en est le Directeur pour assurer les fonctions de Directeur national du Recensement général de la population et de l’habitat ; il quitte ensuite le Cameroun pour occuper en 1998 à Bamako au Mali le poste de  Directeur général adjoint du tout nouvel Observatoire économique et statistique d’Afrique subsaharienne (AFRISTAT), et succéder en 2004 à Lamine Diop comme Directeur général et ce jusqu'en décembre 2011.

## Biographie
Dernier d'une fratrie de sept, Martin Balepa est né le 17 juin 1946 au Cameroun à Nkonga, bourgade rurale située à l'est de Douala dans la région du Littoral. Il a 16 ans, en  1962, lorsque son pays accède à l'indépendance ; il entre dans la vie professionnelle avec un diplôme d'Ingénieur de la statistique.
Martin est marié et père de cinq enfants.

## Études
Martin effectue ses études primaires dans des écoles privées confessionnelles, les commençant à Nkonga, et les terminant en juin 1960 à Douala.
En 1960, il entre au Collège évangélique de Libamba, à Makak situé à  150 km de Yaoundé, dans la région du centre, collège dont une grande partie du corps professoral est composé de missionnaires américains, français et allemands. En 1967 il rejoint un autre établissement secondaire public prestigieux de l'époque, le Lycée Général Leclerc de Yaoundé, où il obtient un baccalauréat série C qui lui ouvre les portes de l'INSEA, l'Institut national de statistique et d'économie appliquée de Rabat en 1968.
Les études à Rabat durent 3 ans et en 1971 Martin reçoit le diplôme d'Ingénieur de la statistique avant de rentrer au Cameroun compléter cette formation par une année supplémentaire à la Faculté de droit et des sciences économiques de l'Université de Yaoundé.

## Parcours professionnel
Le parcours professionnel de Martin comporte deux périodes principales : la première au Cameroun (1971-1998) dure 27 années passées à la Direction de la statistique et de la comptabilité nationale puis à la Direction nationale du recensement général de la population et de l’habitat, et la seconde au Mali au sein de  l'Observatoire économique et statistique d’Afrique subsaharienne (AFRISTAT) pendant 14 ans (1998 - 2011).

### Statisticien au Cameroun
Entré en juillet 1971 à la Direction de la statistique et de la comptabilité nationale pour travailler dans les services régionaux, puis aux publications et aux prix ; 12 années plus tard il occupe le poste de Directeur de la statistique qu'il quitte en 1985, après avoir été successivement chef du service des prix (3 ans), sous-directeur des statistiques économiques (3 ans) puis directeur adjoint (2 ans) et enfin directeur (3 ans).
Ces années à la Direction de la statistique lui permettent d'acquérir une solide expérience en matière d'enquêtes et de recensement, à commencer par l'organisation des enquêtes prix à la consommation, la participation du Cameroun au programme de comparaison internationale sur les parités de pouvoir d'achat (entre 1980 et 1983), la conduite en parallèle d'une enquête budget-consommation (1982-1983 aussi), la préparation du second recensement général de la population dont il dirigera ensuite l'exécution.
Martin quitte la Direction de la statistique pour devenir Directeur national du recensement général de la population et de l’habitat, qu'il quitte en 1998 après avoir en 1994 transformée la Direction nationale en un établissement public à caractère administratif, le BUCREP :  Bureau central des recensements et des études de la population.
Les opérations statistiques conduites sous sa responsabilité sont de plus en plus complexes et de grande envergure :
- la préparation et l'exécution du deuxième recensement général de la population et de l'habitat du Cameroun (1985)
- la préparation du troisième recensement général de la population et de l'habitat qui sera effectué après son départ du BUCREP
- la première et la seconde enquête démographique et de santé 1991 et 1997[3]

Dans cette fonction Martin contribue à l’élaboration de la politique nationale en matière de population, dirige en 1992 la délégation des experts Camerounais à la 3e Conférence africaine sur la population (Dakar, Sénégal), puis celle de son pays à la réunion ministérielle sur la population des pays du Mouvement des non-alignés (Bali, Indonésie) en 1993, et enfin prépare et participe avec la délégation du Cameroun à la Conférence internationale sur la Population et le Développement (CIPD) du Caire en 1994.

### Statisticien à AFRISTAT
Si le traité créant l'Observatoire économique et statistique d’Afrique subsaharienne (AFRISTAT) est signé le 21 septembre 1993 à Abidjan par les 14 pays africains membres de la Zone franc, ce n'est que le 1er janvier 1996 que débutent réellement les activités de la Direction générale avec Lamine Diop à sa tête. L'une de ses premières tâches sera le recrutement d'un Directeur général adjoint pour le seconder.
La candidature de Martin est retenue par le Comité de direction et il est choisi par le Conseil des ministres d'Afristat, avec entrée en fonction le 1er février 1998 ; il occupera ce poste jusqu'au 31 décembre 2003, car le même Conseil des ministres le retient pour succéder à Lamine Diop arrivé au terme de son second mandat. Comme le prévoit le traité, à l'issue de son second mandat de Directeur général fin décembre 2011, Martin quitte l'organisation.
A Afristat, il ne s'agit plus pour Martin de diriger des d'opérations de collecte statistique d'envergure nationale mais de faciliter la croissance d'une toute jeune organisation statistique internationale et de contribuer au développement de la statistique des pays membres, à celui d'institutions sous-régionales ou du continent.
En dehors du management général de l’Observatoire et de l'animation des relations avec les partenaires et bailleurs, ses principales contributions concernent :
- l'élaboration des programmes stratégiques de travail de l'organisation pour les périodes 2006-2010 et 2011-2016
- l’élaboration du Programme statistique minimum commun (PROSMIC) des États membres d’AFRISTAT
- des missions d’enseignement auprès des écoles de formation statistique  d’Abidjan, Dakar et Yaoundé en gestion des systèmes statistiques nationaux
- l’évaluation du Plan d’action d’Addis-Abeba pour le développement de la statistique en Afrique dans les années 90 (Cameroun, Côte d’Ivoire, Mali, Mauritanie et Rwanda)
- l'élaboration du Programme statistique biennal des États membres de la Communauté économique et monétaire de l'Afrique centrale (CEMAC)
- l'évaluation du dispositif statistique pour la surveillance multilatérale des États membres de la Communauté économique et monétaire de l'Afrique centrale] (CEMAC)
- le renforcement du système statistique du Burundi
- l'élaboration du programme statistique pluriannuel du Tchad 2002-2007
- l’élaboration des projets de textes législatifs et réglementaires relatifs à l’organisation de l’activité statistique au Sénégal
- le diagnostic institutionnel et de performance du système statistique national de la Guinée équatoriale
- la rédaction du projet de Charte africaine de la statistique adoptée par les chefs d'état de l'Union africaine

À la fin 2011, quand Martin quitte Afristat, l'organisation compte 19 états membres, 5 s'étant joints aux  14 membres fondateurs de 1993, tandis que quelques autres ont manifesté leur souhait de pouvoir le faire aussi.